# Обла (Лењинградска област)
Обла (рус. Обла) мања је река на северозападу европског дела Руске Федерације која целом дужином свог тока протиче преко југозападних делова Лењинградске области, односно преко територије Лушког рејона. Лева је притока реке Вревке у коју се улива на два километра узводно од њеног ушћа у реку Лугу, и део басена Финског залива Балтичког мора.
Укупна дужина водотока је 21 km, ок је површина сливног подручја око 90 km².